# Aeroporto de Matupá
O Aeroporto Regional Orlando Villas-Bôas ou Aeroporto de Matupá, localizado no município de Matupá no extremo norte do estado de Mato Grosso, serve uma população de aproximadamente 20 mil habitantes (IBGE/2019). Este tem a capacidade de receber aeronaves de médio a grande porte e possui uma pista de 1950 m por 30 m de largura pavimentada e sinalizada. Semanalmente tem voos para Sinop, Cuiabá e Novo Progresso.[carece de fontes?]

## Características
- Latitude: 10º 10' 47" S
- Longitude: 54º 56' 38" W
- Piso: A
- Sinalização: S
- Pista com balizamento noturno.
- Companhias aéreas: Asta Linhas Aéreas
- Distância do centro da cidade: 3,2km
- Pista: 1.950 x 30m
- Contato:
- Distância Aérea: Cuiabá 628 km; Manaus 965 km; Brasília 989 km; São Paulo 1726 km; Curitiba 1797 km.